# Cuatro grandes hambrunas de la era Edo
Las cuatro grandes hambrunas de la era Edo (江戸四大飢饉 Edo Shi-Daikikin?) se refieren a las hambrunas de larga duración que ocurrieron durante la era Edo y que tuvieron como diversas causas como fenómenos atmosféricos severos (heladas, inundaciones, sequías), plagas de insectos dañinos y erupciones volcánicas que condujeron a malas cosechas y la subsecuente hambruna que llegó a ser extremadamente peligrosa, y por ello se les denominan como "grandes hambrunas".
Estos sucesos fueron los siguientes, nombrados por las eras japonesas en el momento en que ocurrieron:
1. La gran hambruna de Kan'ei, ocurrida entre 1642 y 1643 (año 19 y 20 de la era Kan'ei);
2. La gran hambruna de Kyōhō, ocurrida en 1732 (año 17 de la era Kyōhō);
3. La gran hambruna de Tenmei, ocurrida entre 1782 y 1787 (del año 2 al 7 de la era Tenmei); y
4. La gran hambruna de Tenpō, ocurrida entre 1833 y 1839 (del año 4 al 10 de la era Tenpō).

La que tuvo mayores daños fue la gran hambruna de Tenmei.